# 竹崎観世音寺
竹崎観世音寺（たけざきかんぜおんじ）は、佐賀県藤津郡太良町大浦甲竹崎にある真言宗御室派の寺院。竹崎山（たけざきさん）、補陀洛院（ふだらくいん）と号す。本尊は千手観音で古来竹崎島の歴史の中心にあった。
追儺の行法の中世的な古式を伝える修正会鬼祭は竹崎観世音寺で毎年1月上旬頃に行われ、国の重要無形民俗文化財に指定されている。また同祭では県の重要無形民俗文化財に指定されている童子舞も演じられる。
堂宇は現在、江戸時代初めに再建された観音堂と平井坊を残すのみである。県の重要文化財に指定されている石造三重塔は高さ2.2メートルの2基の仏塔で、鎌倉時代中期の制作と推定される。